# 松井哲也
松井 哲也（まつい てつや、1968年6月20日 - ）は、日本の俳優・アクション監督・監督。所属事務所はマツイエンタープライズ。東京都江戸川区出身、大阪市此花区育ち。大阪府立市岡高等学校卒業。

## 略歴
1985年、16歳で倉田プロモーションに所属。倉田保昭の内弟子としてアクション俳優としてのキャリアをスタートさせる。1986年、香港映画『十福星』のオーディションに合格し、香港にて華々しくデビューを果たすと同時にサモ・ハン・キンポーを香港での師として仰ぐ。
1987年、香港映画『チャイニーズ・ウォリアーズ』にてミッシェル・キング（現：ミシェル・ヨー）とのダブル主演を果たし、香港映画界で売れっ子の存在となる。同時に日本でも映画『新宿純愛物語』にて日本での正式デビューとなり、日本・香港を股にかけるアクション俳優の肩書を手に入れる。
1990年代からは日本と香港を行き来し、アクション俳優の活動と並行して後進の育成にも力を注ぎ始め、アクション監督としての才能を開花させる。ワイヤーアクションシーンの演出を日本でいち早く取り入れ、映画、TVドラマ、音楽イベント、ゲームソフト等で演出を務めた。
2003年には、東宝の特撮ヒーロードラマ・超星神シリーズにてシリーズを通して、アクション監督とアクションシーン制作における全プロデュース業務を務めた。2011年からは久々の特撮ヒーロードラマ『神話戦士ギガゼウス』ではアクション監督と同時に自ら主題歌の歌唱も務めた。

## 人物
きょうだいは姉と弟がいる。私生活では、2020年8月末に倉田てつをが開設したYouTubeチャンネル「てつチャンネルJUSTICE」に出演した際、数年前に芳本美代子と結婚したことを明かした。

### エピソード
芸能界入りのきっかけは、姉がほぼ無断で松井の写真をジャニーズ事務所に送ったことであり、後日、ジャニー喜多川からの直接電話で近藤真彦の大阪コンサートに呼ばれ、ステージにいきなり上げられたという。ジャニーはそのままジャニーズ事務所に入れようとしていたが、PL学園に進学させて野球選手にさせようとしていた父親が猛反対したため、半年に及んだ説得を断念。
その後、破天荒な松井を気にかけてくれていた美術教師に「倉田アクションクラブの真田広之になりなさい」と言われ、言われるがままに応募（資料自体は美術教師が揃えてくれていた）。高校進学後、真面目に倉田アクションクラブ大阪校に通わなかったのを倉田保昭本人に咎められ、「東京に来て扱かれた方がいい」と東京へ来るよう誘いを受け、これを両親に相談。父親がまた反対するも、母親がジャニーズの件を引き合いに出して強く説得し、高校を中退して倉田の内弟子になった。

## 作品

### 出演
※以下は把握してる限りである

#### 外国映画
- 十福星（英語版）（1986年、香港映画デビュー作）
- チャイニーズ・ウォリアーズ（1987年）

#### 日本映画
- 新宿純愛物語（1987年） - 白井寿一
- ビー・バップ・ハイスクール 高校与太郎音頭（1988年）- イサム
- 嗚呼!!花の応援団（平成版）（1996年）- サガット

#### テレビドラマ
- あきれた刑事（1987年）- 木下昭夫
- カッ飛び!ヤンヤン姫　第10話「素浪人罠にはまって大激戦!」（1988年）- カンフー魔王B
- あいつがトラブル　第8話「ぷっつん！3人組vsチンピラ」（1990年）
- 勝手にしやがれヘイ!ブラザー（1990年） - 高校時代の同級生
- 世にも奇妙な物語「朝まで生殺人」 （1991年）
- 那須高原殺人事件　疑惑の風景（1991年）
- 俺たちルーキーコップ　第2話「大逆転」（1992年）
- チャンス!　第3話「スキャンダルな奴」（1993年）
- 刑事追う!　第6話「籠城」（1996年）

#### 特撮
- 仮面ライダーBLACK RX　第28話「皇帝陛下の代理人」以降（1989年）- ダスマダー
- 特警ウインスペクター　第4話「命を運ぶドロボウ」（1990年）- 田島京平
- 幻星神ジャスティライザー（2004年）- レジェンダー・ガーゴイドの声（第36話）、自衛官（第46話）
- 神話戦士ギガゼウス（2011年）

### 監督

#### テレビドラマ
- YASHA-夜叉-（2000年）- アクション監督

#### 映画
- ジュブナイル（2000年）- アクション監督

#### ビデオ映画
- 空想科学任侠伝 極道忍者ドス竜（1990年）
- 男たちの遊戯（2001年）- 松田 役 / 監督
- 昭和博徒伝（2003年）- アクション監督
- 風魔忍群・・・血蜘蛛の十蔵（2003年）- アクション監督

#### ゲーム
- ゼノサーガ
- バイオハザード（2002年）
- ソウルキャリバーII（2002年）

#### 特撮
- 超星神グランセイザー（2003年）- アクション監督
- 幻星神ジャスティライザー（2004年）- アクション監督
- 超星艦隊セイザーX（2005年）- アクション監督
- 神話戦士ギガゼウス（2011年）- アクション監督・主題歌歌唱